# Isaäc van Hoornbeek

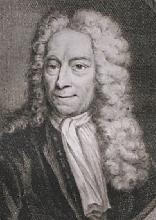
Isaac van Hoornbeek

Isaäc van Hoornbeek (Leiden, 9 december 1655 - Den Haag, 17 juni 1727) was raadpensionaris van Holland tussen 1720 en 1727. Daarvoor was hij sinds 1692 pensionaris van Rotterdam.
Hij bekleedde de functie tijdens het Tweede Stadhouderloze Tijdperk, en was in die jaren de machtigste man in de Republiek der Zeven Verenigde Nederlanden.
Een van de belangrijkste gebeurtenissen in zijn bestuursperiode was de koop door de Staten van Holland van de vrije heerlijkheid Vianen van de Graven van Lippe voor de som van 898.200 guldens. Het stadstaatje was tot dan toe een vluchtoord voor faillieten en oplichters.

## Bron
- Inventaris van het archief van Isaac van Hoornbeek

- Gemeinsame Normdatei: 1050555201
- International Standard Name Identifier: 0000 0000 2193 0320
- Library of Congress Control Number: n78083711
- Nederlandse Thesaurus van Auteursnamen: 068266545
- Virtual International Authority File: 75115499
- WorldCat: E39PBJxhjbJKGqkV8H8DwyDXh3